# Курган (приток Менеуза)
Курган (баш. Ҡорған) — река в России, протекает по Башкортостану, Бижбулякский и Миякинский районы. Устье реки находится в 6,2 км по правому берегу реки Менеуз. Длина реки составляет 26 км.
Протекает через райцентр Бижбуляк.

## Данные водного реестра
По данным государственного водного реестра России относится к Камскому бассейновому округу, водохозяйственный участок реки — Дёма от истока до водомерного поста у деревни Бочкарёва, речной подбассейн реки — Белая. Речной бассейн реки — Кама.
Код объекта в государственном водном реестре — 10010201312111100024700.